# 진천 이거이 묘소
진천 이거이 묘소(鎭川 李居易 墓所)는 충청북도 진천군 진천읍 상계리에 있는, 조선 초기의 문신인 청허당(淸虛堂) 이거이(1348∼1412)의 묘소이다. 1994년 6월 24일 충청북도의 기념물 제95호로 지정되었다.

## 개요
조선 초기의 문신인 청허당(淸虛堂) 이거이(1348∼1412)의 묘소이다.
이정(李挺)의 넷째 아들로 문과에 급제하였으며, 조선 왕조 건국에 공이 있어 태조 2년(1393)에 우산기상시에 임명되었고, 그 뒤에도 여러 관직을 역임하였다. 정종 2년(1400)에는 사병제도 혁파에 반대하다가 계림부윤으로 좌천되었다. 그러나 제1차 왕자의 난 직후에 공신이 되었고, 이후에 우의정을 거쳐 영의정까지 올랐다.
묘의 형태는 직사각형으로 흙과 돌을 섞어서 쌓았으며 원래의 모습이 잘 남아 있다. 묘를 중심으로 좌우에는 석양(石羊)·촛대석·문인석이 각 1쌍씩 배열되어 있고, 묘의 오른쪽에는 묘비가 서 있다.

## 같이 보기
- 이거이

## 참고 문헌
- 진천 이거이 묘소 - 국가유산청 국가유산포털